# Падоан, Пьер Карло
Пьер Карло Падоан (итал. Pier Carlo Padoan; 19 января 1950, Рим) — итальянский экономист и политик, министр экономики и финансов в правительствах Ренци и Джентилони (2014—2018).

## Биография

### Экономист
Пьер Карло Падоан имеет высшее экономическое образование, преподавал экономику в Римском университете Ла Сапиенца, был директором фонда Italianieuropei. Работал консультантом Всемирного банка, Европейской комиссии и ЕЦБ. С 1998 по 2001 год советник по вопросам мировой экономики в правительствах Массимо Д’Алема и Джулиано Амато. С 2001 по 2005 год являлся исполнительным директором от Италии в МВФ.
1 июня 2007 года назначен заместителем генерального секретаря ОЭСР, представлял эту организацию в финансовой «большой двадцатке», 1 декабря 2009 года возглавил Экономический отдел ОЭСР. Кроме того, В 2013 году Падоан был назначен президентом ISTAT, но не вступил в должность.

### Министр экономики и финансов
Получил портфель министра экономики и финансов правительстве, сформированном Маттео Ренци, но 22 февраля 2014 года не смог принести присягу вместе с другими членами кабинета, поскольку находился в Сиднее на встрече «Большой двадцатки» в качестве заместителя генерального секретаря ОЭСР, и вступил в должность только по возвращении в Италию, 24 февраля 2016 года.
12 декабря 2016 года вновь получил портфель министра экономики и финансов — в сформированном после отставки Маттео Ренци правительстве Джентилони.

### Парламентская деятельность
Член Палаты депутатов с 2018 года.
13 октября 2020 года совет директоров Unicredit объявил о кооптации Падоана в свой состав с перспективой продвижения его на должность президента банка со сроком полномочий с 2021 по 2023 год.
4 ноября 2020 года председатель Палаты депутатов Роберто Фико зачитал на заседании письмо Падоана о сложении депутатских полномочий.

## Труды
В 1980 году в составе молодого авторского коллектива под руководством Клаудио Наполеони принял участие в создании исследования «Постичь Прометея» (Afferrare Prometeo), в котором предлагался третий путь между марксизмом и капитализмом. Работа не имела успеха и в настоящее время полностью забыта. Впервые получил известность в 1998 году, когда вместе с Марчелло Мессори и Николой Росси написал вызвавшую споры брошюру «Предложения для итальянской экономики» (Proposte per l’economia italiana).

## Награды
Награждён степенью великого офицера ордена «За заслуги перед Итальянской Республикой» (29 ноября 2011).